# Szusza Ferencstadion
Szusza Ferenc Stadion (vroeger Megyeri úti stadion of eenvoudig Megyeri út) is een voetbalstadion in het 4e district van Boedapest, de hoofdstad van Hongarije. Het is het thuisstadion van Újpest FC. Het stadion heeft momenteel een capaciteit van 13.501 mensen en werd geopend op 17 september 1922. In 2000-2001 werd het grondig gerenoveerd.